# 360 (nombre)
Pour les articles homonymes, voir 360 (homonymie).
Le nombre 360 (trois cent soixante) est l'entier naturel qui suit 359 et qui précède 361.

## En mathématiques
- Le nombre 360 a pour décomposition en produit de facteurs premiers 2×2×2×3×3×5 ainsi, 
  - il possède 24 diviseurs et, comme il est le plus petit entier à en avoir autant c'est un nombre hautement composé.
  - il est divisible par tous les chiffres de un à dix, sauf sept.
- Nombre hautement  brésilien, c'est également le plus petit nombre à être onze fois  brésilien (ou 11-brésilien) car 360 = II19 = FF23 = CC29 = AA35 = 9939 = 8844 = 6659 = 5571 = 4489 = 33119 = 22179, où A est le symbole représentant l'entier 10 en base 35, C est le symbole représentant l'entier 12 en base 29, F est le symbole représentant l'entier 15 en base 23 et I est le symbole représentant l'entier 18 en base 19.

- Un cercle est divisé en 360 degrés. D'ailleurs, 360° est appelé un angle rond.
  - Nombre hautement composé, 360 est agréable à utiliser pour calculer des angles plus petits qui en dérivent.
  - 360° = 2π rad.
- L'un des diviseurs de 360 est 72, le nombre de nombres premiers qui le précèdent.
- La somme des termes donnés par l'indicatrice d'Euler φ(x) pour les 24 premiers entiers vaut 360.
- 360 est la somme de deux nombres premiers jumeaux (179 + 181).
- 360 est le quatrième terme a3 de la « suite de Chernoff » (suite A006939 de l'OEIS) : {\displaystyle a_{n}=p_{1}^{n}\cdots p_{j}^{n-j+1}\cdots p_{n}^{1}} où {\displaystyle (p_{k})_{k\in \mathbb {N} ^{*}}} est la suite des nombres premiers et {\displaystyle n\in \mathbb {N} }.

## Dans d'autres domaines

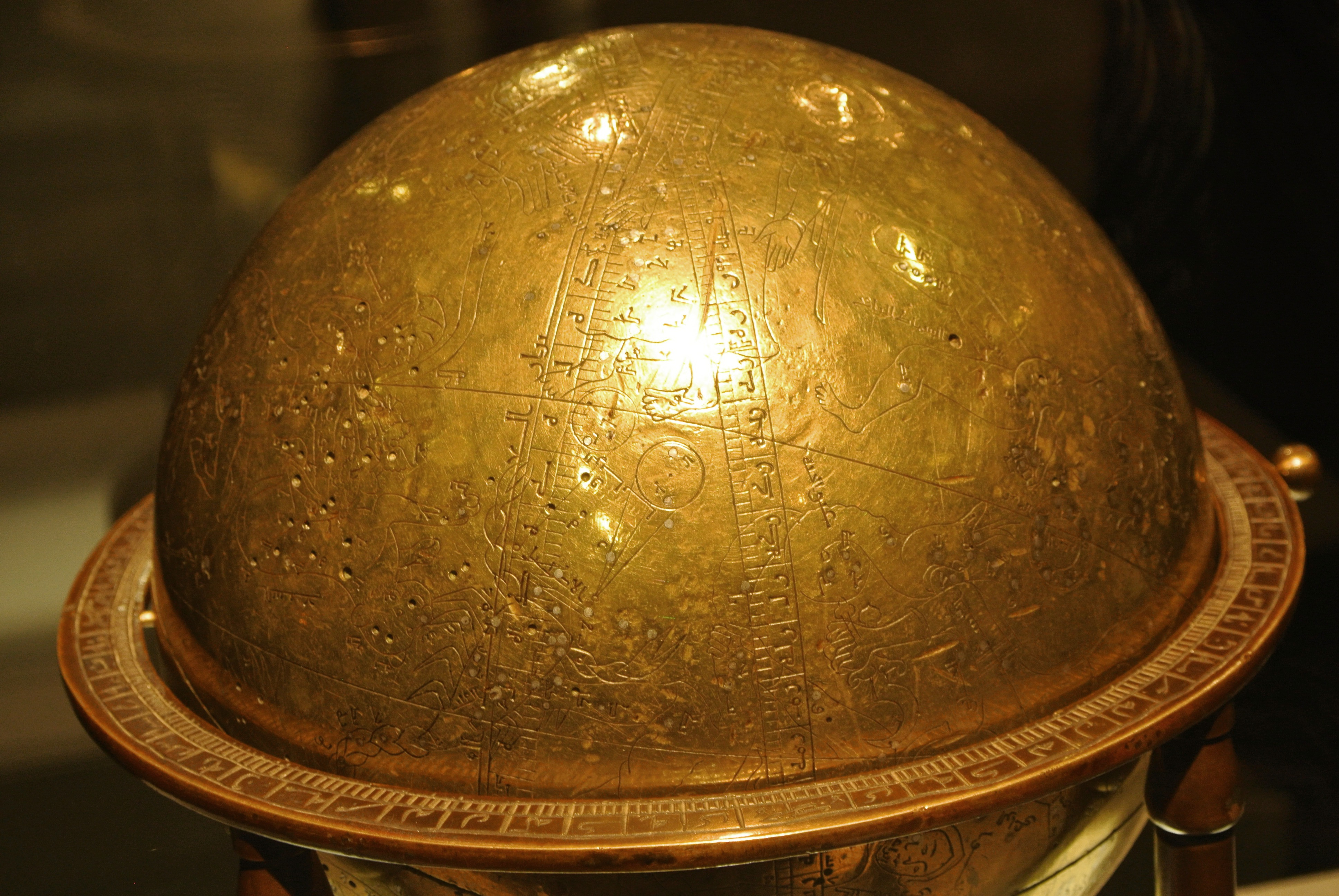
Globe celeste, Isfahan (?), Iran 1144. Visible au musée du Louvre, ce globe est le troisième plus vieux encore existant au monde. Comme les astrolabes, il est entouré d'une mesure de 72 arcs des cercle, chacun divisé en cinq, soit un total de 360°

Le nombre 360 semble avoir eu un rôle particulier dès l'Antiquité.
Il s'est agi du nombre de jours dans l'année pour différentes cultures :
- Dans le monde hindou, les anciens textes de Veda indiquent l'existence d'une année de 360 jours, divisée en douze mois de trente jours, jusqu'au VIIe siècle av. J.-C., où il est admis que l'année dure 365 jours et demi.
- Dans la Perse antique, l'année était composée de 360 jours divisés en douze mois de trente jours.
- Le calendrier babylonien était composé de 360 jours.
- Le calendrier assyrien comptait une année de 360 jours divisés en douze mois de trente jours.
- Le calendrier israélite, du XVe au VIIIe siècle av. J.-C. compte 360 jours divisés en douze mois de trente jours.
- Dans l’Égypte antique, l'année durait 360 jours, douze mois de trente jours, avant l'ajout de cinq jours, puis d'une demi-journée en -238.
- Dans la Grèce antique, Thalès savait que l'année ne durait pas 360 jours, mais l'ancien calendrier était toujours utilisé par Hippocrate qui indiquait que sept années contiennent 360 semaines.
- Dans l'Empire romain, l'année durait 360 jours sous Romulus, au VIIIe siècle.
- Le calendrier maya était composé de 360 jours, avant que cinq jours ne soient ajoutés, puis un toutes les quatre années.
- Le calendrier péruvien était également composé de 360 jours.
- Dans la Chine antique, l'année comptait 360 jours composés de douze mois de trente jours, bien qu'elle utilisât également le cycle sexagésimal chinois.

L’enceinte de Babylone mesurait 20 km de longueur. Elle était composée d’une double muraille. Tous les 50 mètres, une tour dominait la muraille, ce qui faisait 360 tours au total.
Le système qui consiste à diviser le cercle en 360 degrés, eux-mêmes divisés en minutes, secondes, tierces, etc., et l'usage du zéro pour indiquer une valeur nulle furent probablement adaptés de la méthode babylonienne par Hipparque vers -140. Ces méthodes de notation furent ensuite utilisées notamment par Ptolémée (vers 140), Théon d'Alexandrie (vers 380), et la fille de Théon, Hypatie (morte en 415). Chez Ptolémée, le cercle est divisé en 360° de 60’ de 60’’[pas clair] (Système sexagésimal), mais 360° peuvent aussi être obtenus en prenant 6 angles de triangle équilatéral, ainsi l'angle d'un triangle équilatéral se divise en 60° de 60’ de 60’’[pas clair], ressemblant[pas clair] ainsi au système sexagésimal des Babyloniens.
La division du jour en 360° se trouve chez Hypsiclès vers –180.
Hipparque de Nicée (-194 à -120) perfectionne les instruments d’observation: dioptre, astrolabe ; il aurait systématisé la subdivision du cercle en 360°, et crée le 1er globe céleste.
Pour Hérodote, le Gyndes a été divisé en 360 canaux.
Selon la tradition islamique  (Sahih al-Bukhari 64.48.7), à l'avènement de l'islam, la Kaaba contenait déjà plus de 360 idoles (représentant probablement les jours de l'année[réf. incomplète]) dont les représentations de certains prophètes et de Marie ainsi que des pierres ou statues de divinités pré-islamiques. Les plus vénérées et les plus plébiscitées étant Hubbal, al-Lat, al-`Uzza et Manat,.
- 360 est le nombre de jours d'une année dans certains calendriers : calendrier républicain...
- « 360 » est une abréviation pour désigner une photographie panoramique.
- 360 est l'indicatif régional d'une partie de l'État de Washington aux États-Unis.
- La 360 était une série importante d'ordinateurs centraux produits par IBM.
- La 360 est un modèle de guitare électrique produite par Rickenbacker.
- 360@ est une série documentaire française diffusée en octobre et novembre 2015 sur France 5.